# 卡爾·克里斯蒂安
卡爾·克里斯蒂安（德語：Karl Christian，1735年1月16日—1788年11月28日），拿騷-威爾堡親王，1753年至1788年在位。

## 家庭
1760年，卡爾·克里斯蒂安與奧蘭治-拿騷的卡羅琳娜結婚，兩人共有3子5女：
1. 威廉·路德維希（1761年—1770年），夭折
2. 瑪麗亞（1764年—1802年）
3. 威廉明妮·路易絲（1765年—1837年）
4. 腓特烈·威廉（1768年—1816年）
5. 卡羅琳（1770年—1828年）
6. 卡爾·威廉（1775年—1807年）
7. 阿瑪莉埃（1776年—1841年）
8. 亨麗埃特（1780年—1857年）